# Slag bij New Hope Church
De Slag bij New Hope Church vond plaats op 25 mei en 26 mei 1864 in Paulding County Georgia tijdens de Amerikaanse Burgeroorlog.
Nadat Johnston zich op 19 en 20 mei terug trok naar de Allatoona Pass, besliste Sherman om de Zuidelijken daar niet aan te vallen. Hij vreesde voor te veel verliezen. Daarom zou hij via Johnstons linkerflank naar Dallas marcheren. Johnston hield echter rekening met dit manoeuvre en stelde zijn leger op dwars over de marsroute van Sherman. Het centrum van zijn slaglinie lag bij New Hope Church. Sherman dacht dat de Zuidelijke aanwezigheid bij New Hope Church uit een zwakke strijdmacht bestond. Sherman gaf het bevel aan generaal-majoor Joseph Hookers XX Corps om de aanval in te zetten. Hooker rukte op met zijn drie divisies in parallelle routes naast elkaar. Hij verjaagde de Zuidelijke voorposten over een afstand van 5 km tot hij op de Zuidelijke hoofdlinie stootte.
Het terrein bemoeilijkte de coördinatie om een doeltreffende aanval in te zetten tegen de Zuidelijke stellingen. Daarom verloren de Noordelijken veel soldaten. Op 26 mei groeven beide legers zich in. Er werden her en der nog schermutselingen uitgevochten. Tegen het einde van de dag rapporteerde de Zuidelijke kapitein Samuel T. Foster dat er 703 Noordelijke soldaten gesneuveld waren en ongeveer 350 krijgsgevangen werden genomen. De volgende dag concentreerde het Noordelijke leger zich op het noordelijke uiteinde van de Zuidelijke linie wat zou leiden tot de Slag bij Pickett's Mill.